# Kenneth A. Jackson
Kenneth Arthur Jackson (* 23. Oktober 1930 in Connaught, Ontario; † 7. Januar 2022 in Prescott, Arizona) war ein amerikanischer Physiker, Hochschullehrer und Fachbuchautor.

## Leben
Er erhielt einen Bachelor und einen Master an der University of Toronto. Seinen Ph.D. erhielt er 1956 in Harvard.
Von 1956 bis 1962 war er als PostDoc und später als Assistant Professor in Harvard, danach arbeitete er von 1962 bis 1989 bei AT&T Bell Laboratories, dort war er seit 1967 Leiter der Abteilung Materials Physics Research. 1989 wurde er Professor an der University of Arizona; dort wurde er 2004 emeritiert.
Jackson war von 1970 bis 1976 Präsident der American Association for Crystal Growth und von 1976 bis 1977 Präsident der Materials Research Society. Er wurde unter anderem 2003 mit dem Bruce Chalmers Award der Minerals, Metals & Materials Society ausgezeichnet. Er war ab 1988 Fellow der American Physical Society und wurde 2005 zum Mitglied der National Academy of Engineering gewählt.

## Werke
- Kinetic processes. Wiley-VCH-Verlag, Weinheim, 2010
- Handbook of semiconductor technology. 2 Bände, Wiley-VCH-Verlag, Weinheim, 2004
- Silicon devices. Wiley-VCH-Verlag, Weinheim, 1998
- Compound semiconductor devices. Wiley-VCH-Verlag, Weinheim, 1998
- als Herausgeber: Materials science and technology. Band 16: Processing of semiconductors. 1996